# Ramesseum papyri

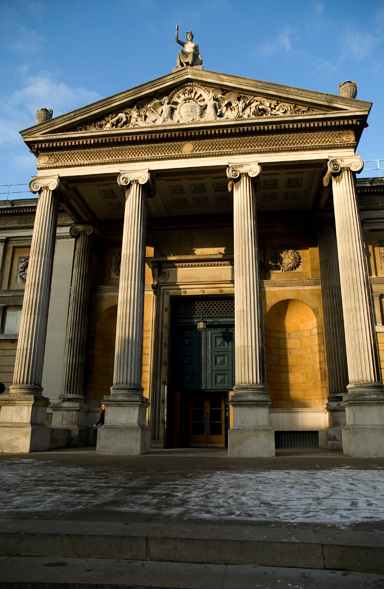
Ramesseum papyri förvaras idag på Ashmolean Museum vid Oxfords universitet.

Ramesseum papyri är ett papyrusfynd från Forntida Egypten och omfattar 17 ark där 3 ark är bland de äldsta bevarade skrifter om medicin. Manuskripten dateras till cirka 1800-talet f.Kr. och förvaras idag på Ashmolean Museum (Oriental Faculty) vid Oxfords universitet i Oxford.

## Medicinska manuskript
Ramesseum papyri samlingen består sammanlagd av 17 olika ark, där tre är medicinska papyri. Dessa är:

### Ramesseum III
Skriften är på rectosidan och omfattar 65 avsnitt, texten beskriver ögonsjukdomar och barnsjukdomar.

### Ramesseum IV
Skriften är på rectosidan och omfattar 45 avsnitt, texten beskriver kvinnosjukdomar och förlossning. Här beskrivs även ett preventivmedel i form av en beredning av krokodilavföring (en liknande beskrivning återfinns även i Kahun-papyrusen).

### Ramesseum V
Skriften är på rectosidan och omfattar 20 olika medicinska recept Innehåller cirka 20 recept mot muskelbesvär och besvär i senor.
Texten är skriven både i hieroglyfer och hieratisk skrift och manuskripten dateras till mellan 1900-talet och 1700-talet f. Kr. kring Mellersta riket eller Andra mellantiden regeringstid.

## Historia
Ramesseum papyri upptäcktes mellan 1895 och 1896 av brittiske William Flinders Petrie och James Edward Quibell under utgrävningar kring Ramesseumtemplet. Papyrussamlingen återfanns i en plundrad gravkammare från Egyptens trettonde dynasti som senare byggdes över med templet.
Manuskripten är ett av de bevarade Fornegyptiska medicinska papyri. Förutom de medicinska papyri förvaras de övriga idag på British Museum i London och Ägyptisches Museum i Berlin.
1955 publicerade brittiske Alan Henderson Gardiner den första kompletta översättningen i boken "The Ramesseum Papyri".
1956 publicerade brittiske John Wintour Baldwin Barns en transkription av hieroglyferna med kommentarer i boken "Five Ramesseum Papyri". 
Vissa forskare anser att manuskriptet även bekräftar ett vulkaniskt nedfall över Egypten, närmare bestämt från vulkanutbrottet på ön Santorini under tidiga bronsåldern. Liknande beskrivningar återfinns även i London-papyrusen, Hearst-papyrusen och Carlsberg VIII-papyrusen.